# Mastax annulata
Mastax annulata é uma espécie de carabídeo da tribo Brachinini, com distribuição restrita à Índia.

## Distribuição
A espécie tem distribuição nos estados de Himachal Pradesh, Uttar Pradesh e Uttarakhand.